# Papillaria subsemitorta
Papillaria subsemitorta là một loài Rêu trong họ Meteoriaceae. Loài này được Broth. ex Thér. mô tả khoa học đầu tiên năm 1929.